# Bryobia alveolata
Bryobia alveolata är en spindeldjursart som beskrevs av Auger och Flechtmann 2009. Bryobia alveolata ingår i släktet Bryobia och familjen Tetranychidae. Inga underarter finns listade.